# كارل رودولف فوتر
كارل رودولف فوتر (30 يونيو 1880 - 9 أغسطس 1950) هو عالم رياضيات سويسري، اشتهر بعمله في نظرية الأعداد.

## روابط خارجية
- نصوص عن كارل رودولف فوتر في فهرس مكتبة ألمانيا الوطنية